# هربرت سالتر
هربرت سالتر (5 ديسمبر 1839 - 23 أكتوبر 1894) (بالإنجليزية: Herbert Salter)‏ هو لاعب كريكت بريطاني.